# オストヴュルテンベルク地方

オストヴュルテンベルク地方

オストヴュルテンベルク地方 (ドイツ語: Region Ostwürttemberg) は、ドイツのバーデン＝ヴュルテンベルク州に12ある地域管理および開発計画地域区分の1つ。この地方には、ヴュルテンベルク東部（ドイツ語: ost=東）のハイデンハイム郡とオストアルプ郡が含まれる。地域内の人口は、455,906人（2023年12月31日現在）である。

## 地域開発
この地域の開発計画の担い手として、1973年1月1日に、オストヴュルテンベルク地域連合が公益共同体として発足した。これはバーデン＝ヴュルテンベルク州の12の地域連合の1つである。これらの地域連合のうち2つは州外も管轄下に入れている。地域連合のオフィスはシュヴェービッシュ・グミュントにある。

## 人口推移
地域内の人口推移（この地域を主たる居住地とする人口）を以下に示す。数値は推定値、人口調査結果 (1)、バーデン＝ヴュルテンベルク州統計局の公的研究結果に基づく。

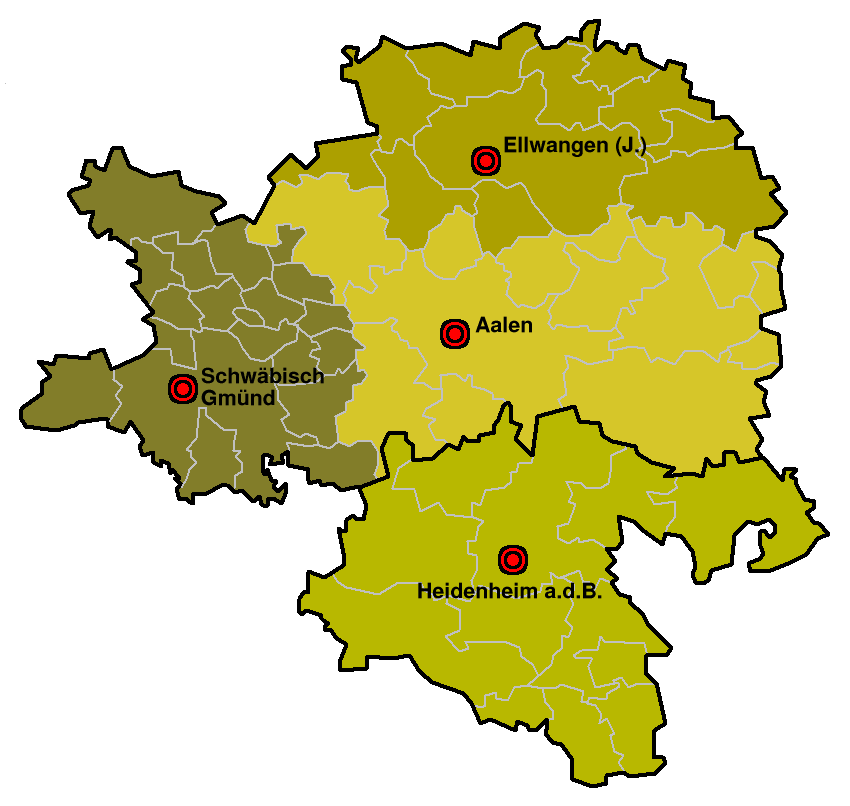
オストヴュルテンベルク地方の中級地域区分図

| 時点            | 人口（人） |
| --------------- | ---------- |
| 1973年12月31日  | 401,803    |
| 1975年12月31日  | 397,728    |
| 1980年12月31日  | 400,089    |
| 1985年12月31日  | 400,024    |
| 1987年05月25日1 | 405,860    |
| 1990年12月31日  | 425,204    |
| 1995年12月31日  | 448,425    |

| 時点            | 人口（人） |
| --------------- | ---------- |
| 2000年12月31日  | 451,174    |
| 2005年12月31日  | 451,934    |
| 2010年12月31日  | 441,849    |
| 2011年05月09日1 | 434,116    |
| 2015年12月31日  | 443,177    |
| 2018年12月31日  | 446,474    |
| 2022年12月31日  | 454,666    |

## 地域構成
オストヴュルテンベルク地方にはオーバーツェントルム（上級中心都市）は指定されていない。以下の4つのミッテルツェントルム（中級中心都市）管理地域がある。
- アーレン
- エルヴァンゲン (ヤクスト)
- ハイデンハイム・アン・デア・ブレンツ
- シュヴェービッシュ・グミュント

バーデン＝ヴュルテンベルク州の州開発計画2002によれば、これら4つの中級中心都市は共同で上級中心の機能を果たすとされている。

### 土地利用
| 用途                 | 面積 (ha) | 占有率 (%) |
| -------------------- | --------- | ---------- |
| 森林                 | 85,477    | 40.0       |
| 農業用地             | 95,893    | 44.8       |
| 水域                 | 1,444     | 0.7        |
| レクリエーション用地 | 1,810     | 0.8        |
| 住宅地、空き地       | 8,488     | 4.0        |
| 工業・産業用地       | 3,811     | 1.8        |
| 交通用地             | 10,985    | 5.1        |
| その他               | 5,945     | 2.8        |
| 合計                 | 213,853   | 100.0      |

データは、バーデン＝ヴュルテンベルク州統計局の2023年現在の値による。